# Guillaume Heinry
Guillaume Heinry, né le 3 décembre 1989 à Paris, est un footballeur français. Il évolue au poste de milieu offensif à l'US Saint-Malo.

## Carrière
Formé au Stade rennais, Guillaume Heinry fait partie de la génération qui remporte la Coupe Gambardella 2007-2008 après avoir obtenu le titre de champion de France des 18 ans l'année précédente. En septembre 2008, après avoir disputé sept matchs de CFA, il choisit de quitter son club formateur, estimant que son avenir y est bouché. Il rejoint alors un autre club d'Ille-et-Vilaine, La Vitréenne FC, où il progresse sous les ordres d'Oswald Tanchot. Devenu l'une des pièces maîtresses de son équipe, il participe à ses bonnes performances, luttant en 2010 puis en 2011 pour une montée en National que son équipe ne parvient pas à obtenir. À l'été 2011, il quitte finalement Vitré pour l'AFC Compiègne puis l'AS Beauvais, avec lesquels il poursuit sa carrière en CFA,. En 2014, il monte finalement dans la division supérieure, en rejoignant le FC Chambly Thelle, avec lequel il dispute 61 matchs et marque 22 buts en l'espace de deux saisons.
Lors de l'été 2016, Guillaume Heinry s'engage pour deux saisons avec le Football Bourg-en-Bresse Péronnas 01, et fait ainsi ses débuts en Ligue 2. Il s'impose rapidement comme titulaire à son poste au milieu de terrain.
Après une soixante de matchs de Ligue 2 joués avec Bourg-en-Bresse Péronnas durant son contrat, il revient au FC Chambly Oise lors du mercato 2018.

## Statistiques
| Saison                | Club                  | Championnat           | Championnat | Championnat | Coupe nationale | Coupe nationale | Coupe de la Ligue | Coupe de la Ligue | Total | Total |
| Saison                | Club                  | Division              | M.          | B.          | M.              | B.              | M.                | B.                | M.    | B.    |
| 2016-2017             | Bourg-en-Bresse 01    | Ligue 2               | 30          | 4           | 1               | 1               | 1                 | 1                 | 32    | 6     |
| 2017-2018             | Bourg-en-Bresse 01    | Ligue 2               | 30          | 3           | -               | -               | -                 | -                 | 30    | 3     |
| Total sur la carrière | Total sur la carrière | Total sur la carrière | 60          | 7           | 1               | 1               | 1                 | 1                 | 62    | 9     |